# بنای یادبود کاتوپول
بنای یادبود کاتپول (روسی: Памятник Катопули) بنای یادبودی به شکل فرشته‌ای با صلیب بر روی سردابه تاجر ایتالیایی یونانی‌تبار، فیلیپ کاتوپول، در گورستان شهر قدیمی تاگانروگ قرار دارد.

## توضیحات
این بنای یادبود بر روی سردابی با چهار طاق قرار دارد که توسط ستون‌های زاویه‌دار روستایی پشتیبانی می‌شود. قسمت بالای طاق مرکزی (بالای ورودی) با مدالیون‌ها، گوشه‌های ستون‌ها - زینتی به شکل گیاهان - تزئین شده است. تمام طرح با گنبدی با برجک مستطیلی که پایه‌ای برای مجسمه یک فرشته است، گسترده شده است. بنای یادبود فرشته غم، عنصری از احساسات را در این مجموعه معرفی می‌کند. ارتفاع سرداب با بنای یادبود حدود ۷ متر است. تمام طرح با سنگ مرمر سفید روکش شده است. شخص فرشته غم به طرز بسیار رسایی تراشیده شده است. فرشته، صلیبی را که بر روی پایه‌ای به قطر ۳۰ سانتی‌متر قرار دارد، نگه داشته است.
این بنای یادبود در سال ۱۸۷۲ ساخته شد، در ایتالیا ساخته شد و قطعات آن از طریق دریا به تاگانروگ تحویل داده شد. تاکنون وضعیت اولیه این مجموعه کمی تغییر کرده است: صلیب فرشته در مکان‌هایی از بین رفته است، مدالیون و همچنین بخش عمده‌ای از سنگ مرمر سفید روبرو باقی نمانده‌اند. نقش برجسته کوچک با چهره عیسی مسیح که در مرکز صلیب قرار داشت، اکنون در گورستان دیگری در نزدیکی یک دخمه قرار دارد. روی ورودی یک دخمه در آهنی سنگینی که روی آن نوشته شده بود: "ФИЛИППЪ ДМИТРИЕВИЧЪ КОТОПУЛИ РОДИЛСЯ ۲۳ ДЕКАБРЯ ۱۸۱۴، СКОНЧАЛСЯ 13 IЮЛЯ ۱۸۶۷ ГОДА". ویندوز یک دخمه مسدود شده است.
طبق نسخه رایج، از این دخمه در اثر «ایونیچ» نوشته آ.پ. چخوف به عنوان مقبره خواننده اپرای ایتالیایی، دیمتی، یاد خواهد شد. تعدادی از مورخان می‌گویند که نام خانوادگی دیمتی در واقع متعلق به خواننده ایتالیایی بوده که در تورهای خود از تاگانروگ بازدید می‌کرده و این نام پرطنین توسط نویسنده داستان مربوط به دخمه کوتوپولی استفاده شده است. هیچ اطلاعات تاریخی معتبری در این مورد وجود ندارد. با این حال، ارتباط میان فضای داستانی چخوف و عناصر واقعی شهر، همچنان موضوعی جذاب برای پژوهش‌های ادبی و تاریخی باقی مانده است. برخی محققان این تطابق را نشانه‌ای از سبک واقع‌گرایانه چخوف و توجه او به جزئیات محیطی می‌دانند.
این بنای یادبود، یک میراث فرهنگی با ارزش منطقه‌ای است که طبق تصمیم شورای کوچک شورای نمایندگان خلق منطقه‌ای روستوف به شماره ۳۰۱ مورخ ۱۸ نوامبر ۱۹۹۲، در آنجا نگهداری می‌شود. نکته قابل توجه این است که در پورتال رسمی دولت منطقه روستوف، این مقبره برای مدت طولانی در فهرست اشیاء با ارزش منطقه‌ای قرار داشت و عبارت زیر به چشم می‌خورد: «بنای یادبودی بر مزار دیمت که در داستان «ایونیچ» نوشته آ.پ. چخوف توصیف شده است». با این وجود، در سال ۲۰۱۶ این خطا برطرف شد و اکنون نام این بنای یادبود به صورت «مقبره با فرشته‌ای در مراسم تدفین ف.د. کوتوپولی که در داستان «ایونیچ» نوشته آ.پ. چخوف «ایونیچ» به عنوان «بنای یادبود دیمتی» توصیف شده است» به نظر می‌رسد.